# 토빈세
토빈세(영어: Tobin Tax)는 국제투기자본의 무분별한 자본시장 왜곡을 막기위해 단기(短期) 외환거래에 부과하는 세금이다. 토빈세라는 이름은 제안자인 경제학자 제임스 토빈의 이름에서 유래했다.
통화거래세(通貨去來稅: Currency transaction tax, CTT)라고도 하며, 2007–08년 세계 금융 위기로 인해 주목받았다. 토빈세는 간단히 말해, 장기 자본투자나 상품/서비스 교역을 방해하지 않는 수준에서, 모든 외환거래에 세금을 부과하는 것이다. 토빈은 통화시장의 개혁을 주장하였는데, CTT가 거래비용을 높여 변동이 심한 금융시장을 안정화하고 국가의 통화정책에 대한 자율성을 향상시키는 효과가 있음을 말했다.
브라질은 2007–08년 세계 금융 위기 직후인 2009년 토빈세를 시행하기 시작했으며, 2013년 과세대상을 축소하였다.

## 참고
1. ↑  토빈세 세율 0.1%땐 年 5조4000억 걷혀
2. ↑  “보관된 사본”. 2015년 4월 2일에 원본 문서에서 보존된 문서. 2015년 3월 4일에 확인함.

## 같이 보기
- 슈판세